# Mediobogdum
Mediobogdum è un forte romano situato nell'antica della Provincia di Britannia. I suoi ruderi, conosciuti anche come Forte romano di Hardknott o Castello di Hardknott (in inglese Hardknott Roman Fort e Hardknott Castle) sorgono oggi sul colle di Hardknott, nella contea inglese di Cumbria, all'interno dell'area naturalistica nota come Lake District.

## Storia
Il forte fu costruito tra il 120 e il 138 d.C., in epoca imperiale, sotto il regno di Adriano, forse riadattando una struttura precedente che risaliva al 110 d.C.. Fu occupato da un distaccamento di fanteria dalmata fino al II secolo, e venne poi abbandonato in seguito all'avanzata dei confini imperiali verso la Scozia ad opera di Antonino Pio, verso il 138. Tornò successivamente ad essere utilizzato sotto Marco Aurelio, a partire dal 160 circa, e mantenne le sue funzioni fino agli inizi del III secolo; durante questo periodo un vicus romano si installò all'esterno del forte.
Il nome "Mediobogdum" o "Mediobogdo" (dal significato letterale di "Posto sulla curva") è attestato dalla Cosmografia ravennate del VII secolo.

## Descrizione

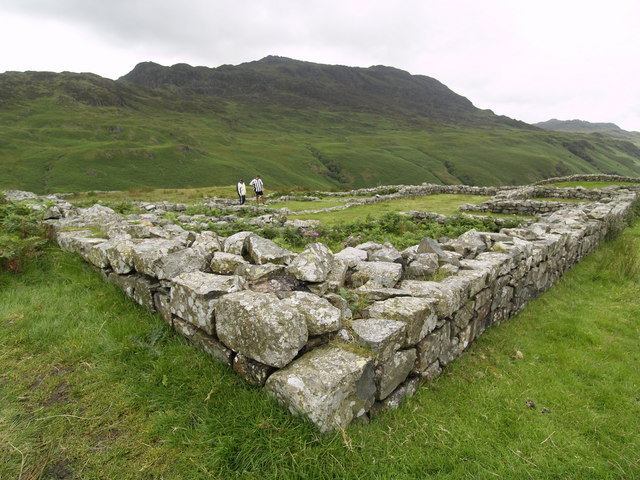
Vista delle mura

Mediobogdum è costruito su uno sperone roccioso del fianco occidentale del Colle di Hardknott, affacciato sulla valle di Eskdale e sul fiume Esk.
Il forte, costruito su base quadrata , possedeva mura della lunghezza di 114 metri esternamente o 104 metri internamente, occupando in totale un'area di 1.3 ettari; era protetto da un terrapieno dello spessore di circa 10 metri e da un fossato. Seguendo la disposizione tipica degli accampamenti romani, possedeva quattro ingressi, posizionati al centro di ciascun lato. All'interno delle mura rimangono le fondamenta di quattro costruzioni in pietra: un granaio, un quartier generale e una costruzione adibita a dimora del capo della guarnigione. Anticamente possedeva probabilmente ulteriori costruzioni in legno che fungevano da alloggi per i soldati.
Nei pressi del forte correva anticamente una strada romana che congiungeva il forte di Galava, nell'interno (oggi nei pressi di Ambleside), al porto marittimo di Glannoventa (oggi presso Ravenglass). All'esterno delle fortificazioni sorgeva inoltre un edificio termale, di cui permangono ancora oggi le vestigia, caratterizzato da un sudatorium a base circolare.

## Sito archeologico

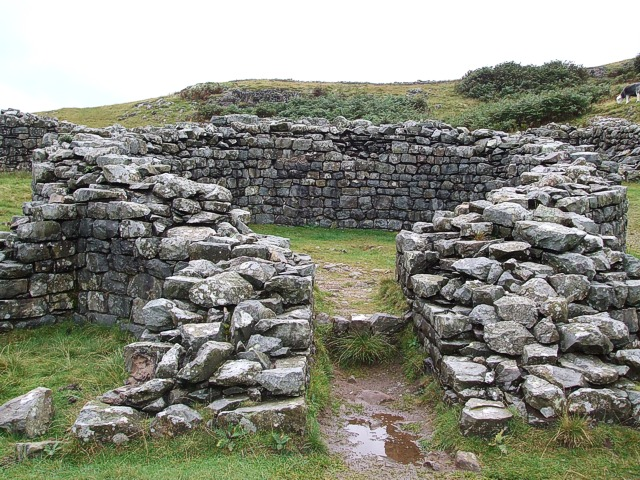
I resti delle terme romane nei pressi del forte

I primi scavi archeologici nell'area furono condotti nel XIX secolo; lavori ulteriori vennero intrapresi negli anni cinquanta e sessanta del Novecento. Dell'antico forte e delle terme permangono oggi i rispettivi perimetri murari, entrambi in buono stato di conservazione; queste costruzioni sono di proprietà del National Trust britannico, e sono gestite dall'English Heritage.

## Il forte nella cultura
Mediobogdum, e la vicina città di Ravenglass, sono teatro delle vicende narrate nel romanzo Il forte sul fiume, parte del ciclo narrativo delle Cronache di Camelot dell'autore scozzese Jack Whyte. Nella finzione del romanzo, che rilegge in chiave storica le leggende arturiane, il forte è il luogo in cui un Artù bambino trascorre gli anni dell'infanzia, vegliato e istruito da un giovane Merlino.